# Uście nad Łabą

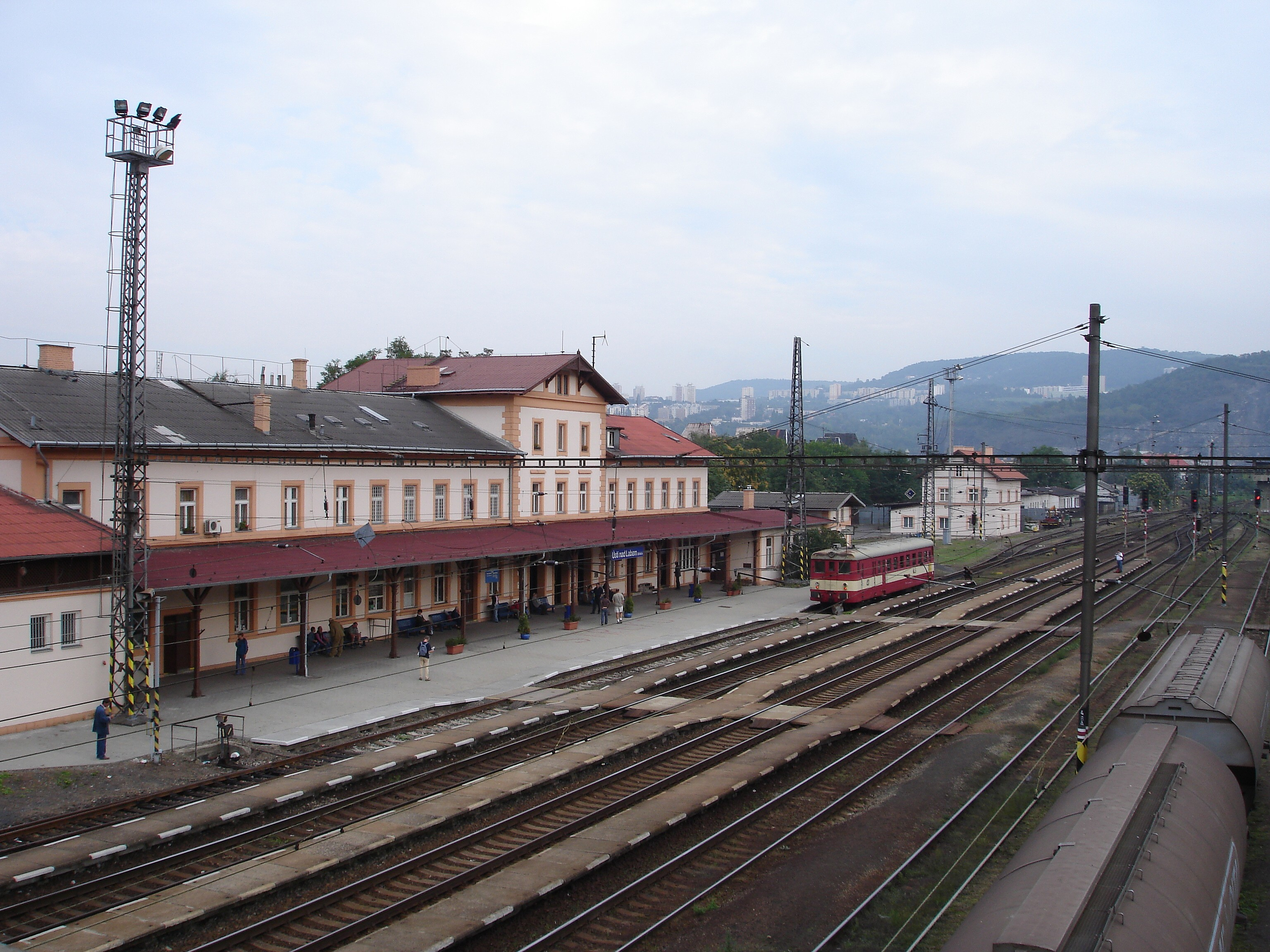
Stacja kolejowa Uście nad Łabą-Střekov

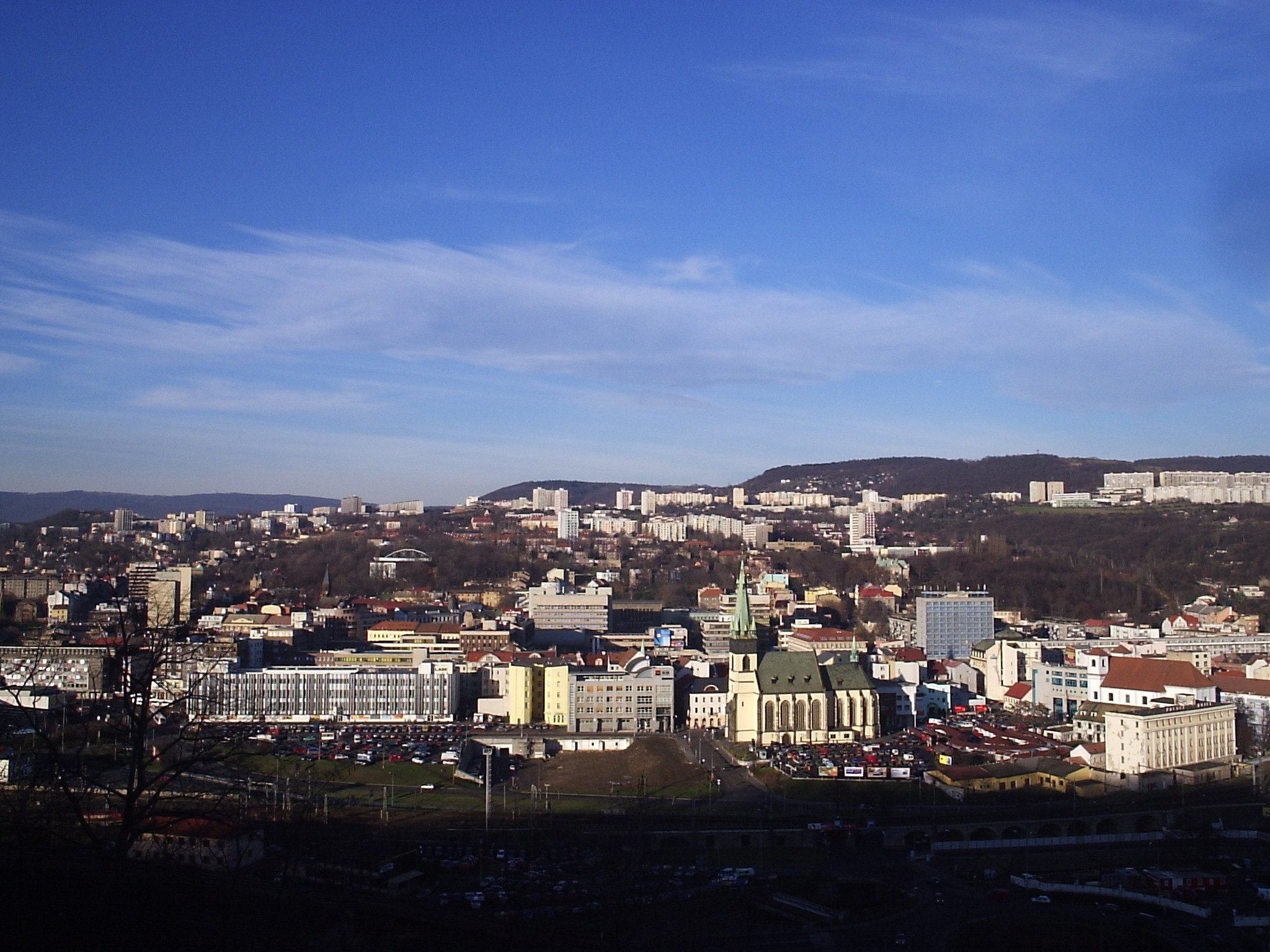
Panorama miasta

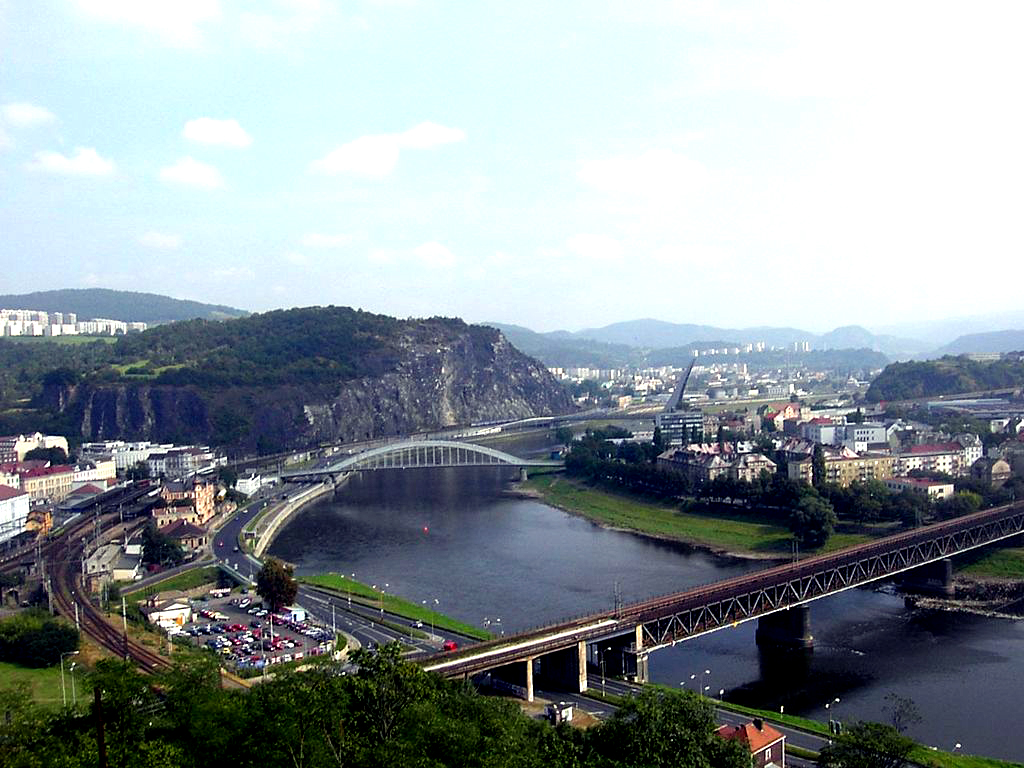
Łaba oraz Mariańska Skała

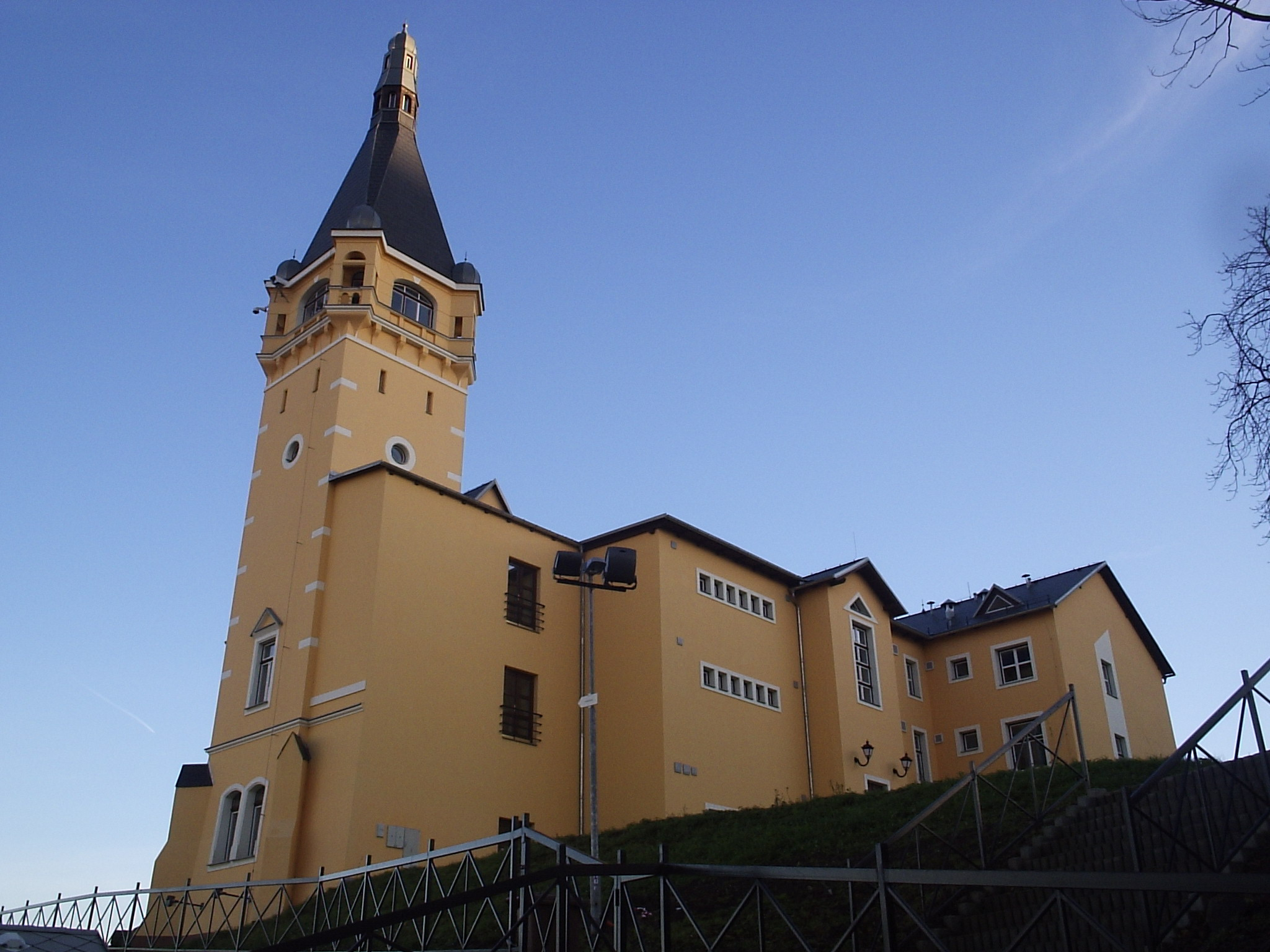
Větruše

Uście nad Łabą (cz. Ústí nad Labemⓘ, niem. Aussig an der Elbe) – miasto statutarne w północno-zachodnich Czechach, stolica kraju usteckiego i powiatu Uście nad Łabą. Według danych na 2024 rok powierzchnia miasta wynosiła 93,95 km², a liczba jego mieszkańców 91 342 osób (dziesiąte pod względem liczby ludności miasto w Czechach).
W języku czeskim słowo ústí oznacza ujście rzeki. W tym przypadku odnosi się do ujścia rzeki Bíliny do Łaby, które znajduje się nieopodal centrum miasta.

## Położenie
Uście nad Łabą leży u podnóża Rudaw. Od południa i wschodu miasto otacza Czeskie Średniogórze (cz. České středohoří) (wysokość do 836 m n.p.m.). Przez miasto przebiegają znaczące korytarze komunikacyjne drogowe, kolejowe i rzeczne.

## Historia
Najstarsze ślady człowieka u ujścia Bíliny do Łaby datowane są na okres neolitu. Pierwsi Słowianie pojawili się na przełomie VIII i IX wieku. Pierwsze wzmianki o Uściu nad Łabą jako o ośrodku handlu pochodzą z 993 roku. Po raz kolejny miasto jest wymieniane w liście litomierzyckiego biskupa w roku 1056. Miasto otrzymało prawa miejskie z rąk Przemysła Ottokara II Wielkiego w XIII wieku, razem z Litomierzycami i Žatecem – co czyni je jednym z najstarszych miast północnych Czech. W 1423 roku król niemiecki i czeski Zygmunt Luksemburski oddał miasto w zastaw Fryderykowi I Miśnieńskiemu. W 1426 roku miasto zostało oblężone i zdobyte przez Husytów. Przez trzy lata stało w ruinie, po czym odbudowano je w roku 1429. Znacznie ucierpiało podczas wojen: trzydziesto- i siedmioletniej. Kolejne zniszczenia pochodzą z okresu wojen napoleońskich. W lecie 1813 roku w Přestanovie i Varvažovie miały miejsce dwie duże bitwy. Wyniszczone wojnami Uście nad Łabą w roku 1830 liczyło zaledwie 2000 obywateli. Miasto zachowało średniowieczny charakter do połowy XIX wieku. W późniejszym okresie przeszło gwałtowną transformację. Odkrycie złóż węgla brunatnego spowodowało jego wydobycie na dużą skalę. W Uściu nad Łabą zaczął rozwijać się przemysł chemiczny, tekstylny, garbarski, papierniczy i szklarski. W celu usprawnienia transportu średniowieczne bramy miejskie zostały zniszczone. W 1851 roku ukończono budowę linii kolejowej łączącej Pragę z Dreznem. W 1867 roku powstał działający do dziś browar w dzielnicy Krásné Březno, produkujący piwo Zlatopramen. Od 1900 r. (do 1970) miasto posiadało sieć tramwajową, która w latach 30.i 40. była trzecią co do wielkości w Czechosłowacji. Rozwój przemysłu spowodował wzrost ludności – w 1910 Uście nad Łabą z liczbą mieszkańców przekraczającą 40000 było piątym co do wielkości miastem Czech. Na mocy układu monachijskiego 9 października 1938 miasto wraz z całym Krajem Sudetów zostało zbrojnie zajęte przez Niemcy hitlerowskie. W dniach 17–19 kwietnia 1945 roku miasto zostało zbombardowane przez amerykańskie samoloty. Nalot zniszczył 572 domy i kosztował życie ponad 500 ludzi. W tym samym roku, 31 lipca miał miejsce samosąd nad ludnością niemiecką – śmierć poniosło około 100 Niemców.

## Demografia
| Rok  | Liczba ludności |
| ---- | --------------- |
| 1970 | 79 544          |
| 1980 | 89 272          |
| 1991 | 98 178          |
| 2001 | 95 436          |
| 2003 | 94 105          |
| 2004 | 93 859          |
| 2020 | 92 716          |
| 2024 | 91 342          |

Dane demograficzne za rok 2004 i 2024.
| Rok             | 2004   | 2024   |
| --------------- | ------ | ------ |
| Liczba ludności | 93 859 | 91 342 |
| Liczba mężczyzn | 45 206 | 44 365 |
| Liczba kobiet   | 48 653 | 46 977 |

Źródło: Czeski Urząd Statystyczny

## Zabytki
- Pałacyk Větruše – wybudowany w 1847 roku na szczycie wzgórza. Doskonały punkt widokowy na miasto (zarówno plac przed pałacem, jak i wieża widokowa). Po pożarze w 2000 kupiony przez władze miejskie i odrestaurowany w latach 2002–2004. Obecnie mieści hotel oraz restaurację
- Zamek Střekov z XIV wieku
- Gotycki kościół Wniebowzięcia NMP (Nanebevzetí Panny Marie) – zbudowany w 1318, następnie zniszczony podczas wojen husyckich w 1426. Odbudowany w latach 1452–1530. W rekonstrukcji brali udział najwięksi czescy architekci. Podczas amerykańskiego bombardowania w 1945 wieża kościoła przechyliła się o 1,98 metra i jest obecnie najbardziej krzywą wieżą w Czechach
- Kościół świętego Wojciecha – na miejscu kościoła z 1181 roku, w 1731 wybudowano barokową świątynię dla zakonu Dominikanów
- Ratusz w stylu empire z lat 1847–1848
- Liczne, ciekawe architektonicznie budynki przemysłowe z końca XIX wieku
- Rezydencje przy ulicy Churchilla i Dvořáka zbudowane w latach 20. XIX wieku w stylu eklektycznym z elementami antyku, renesansu i klasycyzmu
- Ogród zoologiczny utworzony w 1908 – na powierzchni 26 ha żyje blisko 1300 zwierząt

## Gospodarka
W mieście rozwinął się przemysł chemiczny, maszynowy, metalowy, włókienniczy, szklarski, materiałów budowlanych oraz spożywczy.

## Transport
- Transport drogowy – Uście nad Łabą leży na starym szlaku handlowym przebiegającym wzdłuż Wełtawy i Łaby, łączącym Pragę z Dreznem. Obecnie to autostrada D8 Praga – granica z Niemcami (dalej A17 w kier. Drezna). Inną, ważną trasą jest E442, biegnąca u podnóża Rudaw w kierunku wschód-zachód, łącząca Karlowe Wary, Liberec, Hradec Králové i Ołomuniec z Żyliną.
- Transport kolejowy – Uście nad Łabą jest jednym z najważniejszych węzłów kolejowych w północnych Czechach. Krzyżują się tu linie kolejowe:
  - 073,090: Praga – Uście nad Łabą – Děčín – granica państwa (i dalej do Drezna),
  - 130: Uście nad Łabą – Chomutov (i dalej do Karlowych Warów i Chebu),
  - 072: Uście nad Łabą západ– Lysá nad Labem
W granicach miasta znajduje się kilka przystanków osobowych oraz 3 stacje kolejowe:
  - Ústí nad Labem hlavní nádraži (dw. główny)
  - Ústí nad Labem západ
  - Uście nad Łabą-Střekov
- Transport rzeczny – towary były spławiane Łabą już od czasów średniowiecza. Obecnie Łaba jest spławna i żeglowna na odcinku od Kolína do ujścia do Morza Północnego w okolicach Cuxhaven.
- Tramwaje w Uściu nad Łabą

## Sport
- FK Ústí nad Labem – klub piłkarski
- SKV Ústí nad Labem – klub piłki siatkowej mężczyzn
- Slovan Ústečtí Lvi – klub hokejowy

## Ludzie związani z miastem
- Anton Rafael Mengs – niemiecki malarz i teoretyk sztuki, jeden z prekursorów neoklasycyzmu w malarstwie, ur. 1728
- Jerzy Śliziński – polski slawista, ur. 1920
- Jana Vápeníková – czeska biathlonistka, ur. 1964
- Ivona Březinová – czeska pisarka, autorka książek dla dzieci i młodzieży, ur. 1964
- Milena Velba – czeska modelka, ur. 1970
- Jan Čaloun – czeski hokeista, ur. 1972
- Milan Hejduk – czeski hokeista, ur. 1976
- Kateřina Holubcová – czeska biathlonistka, ur. 1976
- Jiří Jarošík – czeski piłkarz, ur. 1977

## Miasta partnerskie
- Halton
- Chemnitz
- Włodzimierz
- Siedlce